# THE★ZEST
THE★ZEST（ザ・ゼスト）は、ZERO1-MAXに登場する覆面プロレスラー。現在は2代目である。

## 経歴
初代は2006年1月28日、山形ゼストアジアンリゾートのイベントで初登場、ZERO1-MAXのスポンサーで主にパチンコホールを運営するゼストをモデルにした。当時の正体は神風。
2代目は2007年火祭りのスポンサーにゼストがついたことにより復活、7月16日、後楽園ホール大会より参戦している。正体はエル・ブレイザー。
8月5日のプロレスリングSUNにおいてエル・ブレイザーとTHE★ZESTが戦うミックスドマッチが組まれており、一時的に3代目が現れるものと思われる。
2008年4月6日、ZERO1・MAX大会にてWWA世界ジュニアライトヘビー級選手権 THE★ZEST vs NOIZが決行されたが、NOIZのムーブがエル・ブレイザーに似ていたので ZESTは神風と思われる。試合はNOIZが奪還し新王者となる。
その後、ベルトは奪還され、THE★ZEST、NOIZとも姿を見せていない。

## 得意技
シックスインパクト